# Aichilik
La rivière Aichilik est un cours d'eau d'Alaska, aux États-Unis situé dans le borough de North Slope.

## Description
Longue de 75 milles (121 km), elle prend sa source sur le flanc nord de la chaîne Brooks et coule en direction du nord, puis du nord-ouest pour aller se jeter dans la mer de Beaufort au nord-ouest de Demarcation Point.
Son nom eskimo, Aichillik a été référencé par Leffingwell en 1918.

## Sources
- (en) « Aichilik », Geographic Names Information System